# Bill Eckersley
Bill Eckersley, właśc. William Eckersley (ur. 6 lipca 1925 w Southport, zm. 25 października 1982 w Blackburn) – angielski piłkarz występujący podczas kariery na pozycji obrońcy.

## Kariera klubowa
Całą piłkarską karierę spędził w Blackburn Rovers, w którym występował w latach 1947–1961. Z Blackburn spadł do Division Two w 1948. Do Division One powrócił w 1958. Ogółem w barwach Rovers rozegrał 406 spotkania, w których zdobył 20 bramek.
| Sezon   | Klub                  | Kraj   | Rozgrywki    | Mecze | Bramki |
| ------- | --------------------- | ------ | ------------ | ----- | ------ |
| 1947/48 | Blackburn Rovers F.C. | Anglia | Division One | 1     | o      |
| 1948/49 | Blackburn Rovers F.C. | Anglia | Division Two | 42    | 1      |
| 1949/50 | Blackburn Rovers F.C. | Anglia | Division Two | 34    | 4      |
| 1950/51 | Blackburn Rovers F.C. | Anglia | Division Two | 29    | 3      |
| 1951/52 | Blackburn Rovers F.C. | Anglia | Division Two | 37    | 4      |
| 1952/53 | Blackburn Rovers F.C. | Anglia | Division Two | 39    | 7      |
| 1953/54 | Blackburn Rovers F.C. | Anglia | Division Two | 41    | 0      |
| 1954/55 | Blackburn Rovers F.C. | Anglia | Division Two | 41    | 0      |
| 1955/56 | Blackburn Rovers F.C. | Anglia | Division Two | 39    | 0      |
| 1956/57 | Blackburn Rovers F.C. | Anglia | Division Two | 34    | 1      |
| 1957/58 | Blackburn Rovers F.C. | Anglia | Division Two | 29    | 0      |
| 1958/59 | Blackburn Rovers F.C. | Anglia | Division One | 29    | 0      |
| 1959/60 | Blackburn Rovers F.C. | Anglia | Division One | 2     | 0      |
| 1960/61 | Blackburn Rovers F.C. | Anglia | Division One | 4     | 0      |

## Kariera reprezentacyjna
W reprezentacji Anglii Eckersley zadebiutował 2 lipca 1950 w przegranym 0-1 meczu w mistrzostwach świata z Hiszpanią. Był to jego jedyny występ na turnieju w Brazylii. Ostatni raz w reprezentacji wystąpił 25 listopada 1953 w przegranym 3-6 towarzyskim meczu z Węgier. Ogółem Eckersley rozegrał w reprezentacji 17 spotkań.
| Mecze i gole w reprezentacji | Mecze i gole w reprezentacji | Mecze i gole w reprezentacji | Mecze i gole w reprezentacji | Mecze i gole w reprezentacji | Mecze i gole w reprezentacji | Mecze i gole w reprezentacji |
| #                            | Data                         | Miasto                       | Przeciwnik                   | Gol                          | Wynik                        |                              |
| ---------------------------- | ---------------------------- | ---------------------------- | ---------------------------- | ---------------------------- | ---------------------------- | ---------------------------- |
| 1.                           | 02.07.1950                   | Rio de Janeiro               | Hiszpania                    |                              | 0:1                          | Mundial 1950                 |
| 2.                           | 22.11.1950                   | Londyn                       | Jugosławia                   |                              | 2:2                          | towarzyski                   |
| 3.                           | 14.04.1951                   | Londyn                       | Szkocja                      |                              | 2:3                          | British Home Championship    |
| 4.                           | 09.05.1951                   | Londyn                       | Argentyna                    |                              | 2:1                          | towarzyski                   |
| 5.                           | 19.05.1951                   | Liverpool                    | Portugalia                   |                              | 5:2                          | towarzyski                   |
| 6.                           | 28.11.1951                   | Londyn                       | Austria                      |                              | 2:2                          | towarzyski                   |
| 7.                           | 25.05.1952                   | Wiedeń                       | Austria                      |                              | 3:2                          | towarzyski                   |
| 8.                           | 28.05.1952                   | Zurych                       | Szwajcaria                   |                              | 3:0                          | towarzyski                   |
| 9.                           | 04.10.1952                   | Belfast                      | Irlandia Północna            |                              | 2:2                          | British Home Championship    |
| 10.                          | 17.05.1953                   | Buenos Aires                 | Argentyna                    |                              | 0:0                          | towarzyski                   |
| 11.                          | 24.05.1953                   | Santiago                     | Chile                        |                              | 2:1                          | towarzyski                   |
| 12.                          | 31.05.1953                   | Montevideo                   | Urugwaj                      |                              | 1:2                          | towarzyski                   |
| 13.                          | 08.06.1953                   | Nowy Jork                    | Stany Zjednoczone            |                              | 6:3                          | towarzyski                   |
| 14.                          | 10.10.1953                   | Cardiff                      | Walia                        |                              | 4:1                          | British Home Championship    |
| 15.                          | 21.10.1953                   | Londyn                       | Reszta Europy                |                              | 4:4                          | towarzyski                   |
| 16.                          | 11.11.1953                   | Liverpool                    | Irlandia Północna            |                              | 3:1                          | British Home Championship    |
| 17.                          | 25.11.1953                   | Londyn                       | Węgry                        |                              | 3:6                          | towarzyski                   |